# Reinier Blok
Reinier Blok (Lexmond, 20 december 1821 – Amsterdam, 7 april 1897) was een Nederlandse burgemeester.

## Leven en werk
Blok werd in 1821 in Lexmond geboren als zoon van de belastingontvanger Frans Blok en Willemina Fabritius. Hij werd in april 1845 benoemd tot burgemeester van Gouderak. Van 1851 tot 1856 was hij tevens secretaris van Gouderak. In november 1856 volgde zijn benoeming tot burgemeester van de gemeenten Zuidbroek en Lekkerkerk. In beide functies volgde hij de halfbroer van zijn latere echtgenote op, Arij Sebastiaan Smits, die in 1856 was ontslagen als burgemeester. Blok fungeerde tevens als secretaris van deze gemeenten. Op 9 augustus 1857 werd Zuidbroek opgeheven als zelfstandige gemeente. In 1858 werd Blok benoemd tot plaatsvervangend kantonrechter te Schoonhoven, een functie die hij naast zijn functie van burgemeester vervulde. In datzelfde jaar werd Blok benoemd tot polderschout van het Ambacht Lekkerkerk. Hij vervulde de burgemeestersfunctie van Lekkerkerk tot 15 mei 1887. Hij verkreeg toen op zijn verzoek eervol ontslag als burgemeester onder dankzegging voor de langdurig door hem bewezen diensten. Na zijn ontslag als burgemeester was hij nog bijna tien jaar - tot 19 februari 1897 - secretaris van de gemeente Lekkerkerk. Blok was tot 1897 lid van Provinciale Staten van Zuid-Holland. Hij vestigde zich in Amsterdam, waar hij op 7 april 1897 op 75-jarige leeftijd overleed.
Blok trouwde op 8 juni 1859 te Lekkerkerk met Lijdia Hillegonda Smits. Zij was een kleindochter van Jan Janszn Smits, die tot zijn overlijden op 21 maart 1850 burgemeester van Lekkerkerk was.
In Krimpen aan den IJssel is het in 1868 gebouwde gemaal Reinier Blok en in Lekkerkerk is de Reinier Bloklaan naar hem genoemd.

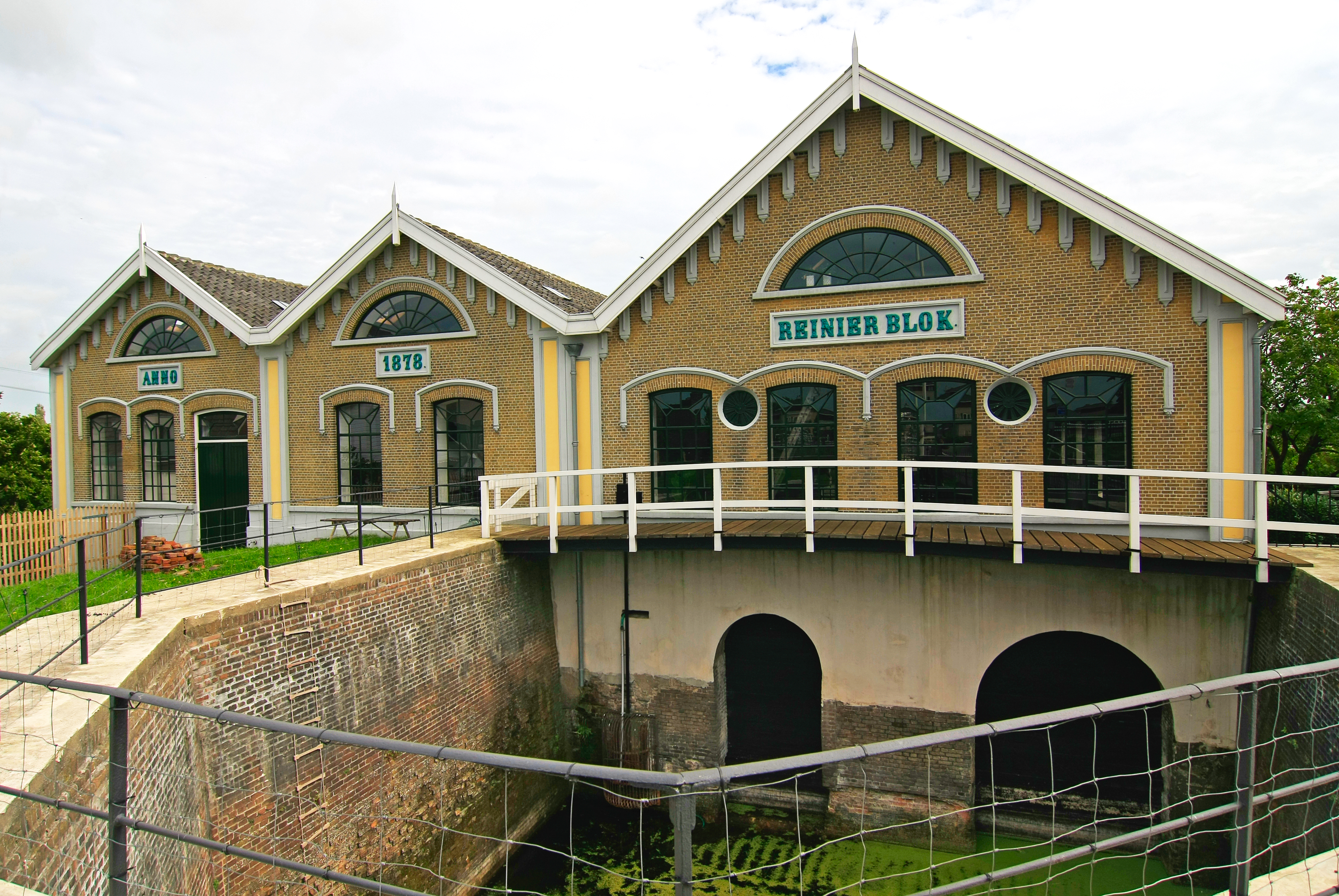
Het gemaal Reinier Blok